# Neurophyseta marin
Neurophyseta marin là một loài bướm đêm trong họ Crambidae.